# Kriegerdenkmal für die Gefallenen 1870–1871 (Bützow)
Das  Kriegerdenkmal für die Gefallenen 1870–1871  war ein Kriegerdenkmal am Pferdemarkt in Bützow im Landkreis Rostock in Mecklenburg.

## Vorgeschichte
Das Großherzogtum Mecklenburg-Schwerin war einer der Gliedstaaten des Deutschen Bundes. Infolgedessen wurden während des Deutsch-Dänischen Krieges 1864, dem Deutschen Krieg 1866 und im Deutsch-Französischen Krieg von 1870–1871 Bürger der Stadt Bützow einberufen, von denen einige ihr Leben verloren.

## Geschichte
Bereits im Jahr 1875 wurde in der Stiftskirche Bützow eine Gedenktafel zu Ehren der gefallenen Bürger angebracht. Ab 1881 setzten sich der Magistrat und die Bürgerschaft intensiv dafür ein, ein Kriegerdenkmal für die gefallenen Bützower in den Kriegen von 1864, 1866 und 1870–1871 zu errichten. Der Sedantag diente als nationaler Gedenktag, um im gesamten Deutschen Kaiserreich an die Kapitulation Napoleons III. zu erinnern. Anlässlich dieses bedeutenden Tages wurde im Jahr 1882 das Kriegerdenkmal für die Gefallenen in einer feierlichen Zeremonie auf dem Pferdemarkt eingeweiht. Der Platz für das Denkmal wurde im mittleren Bereich des Marktes sorgfältig vorbereitet und mit Bepflanzungen gestaltet.

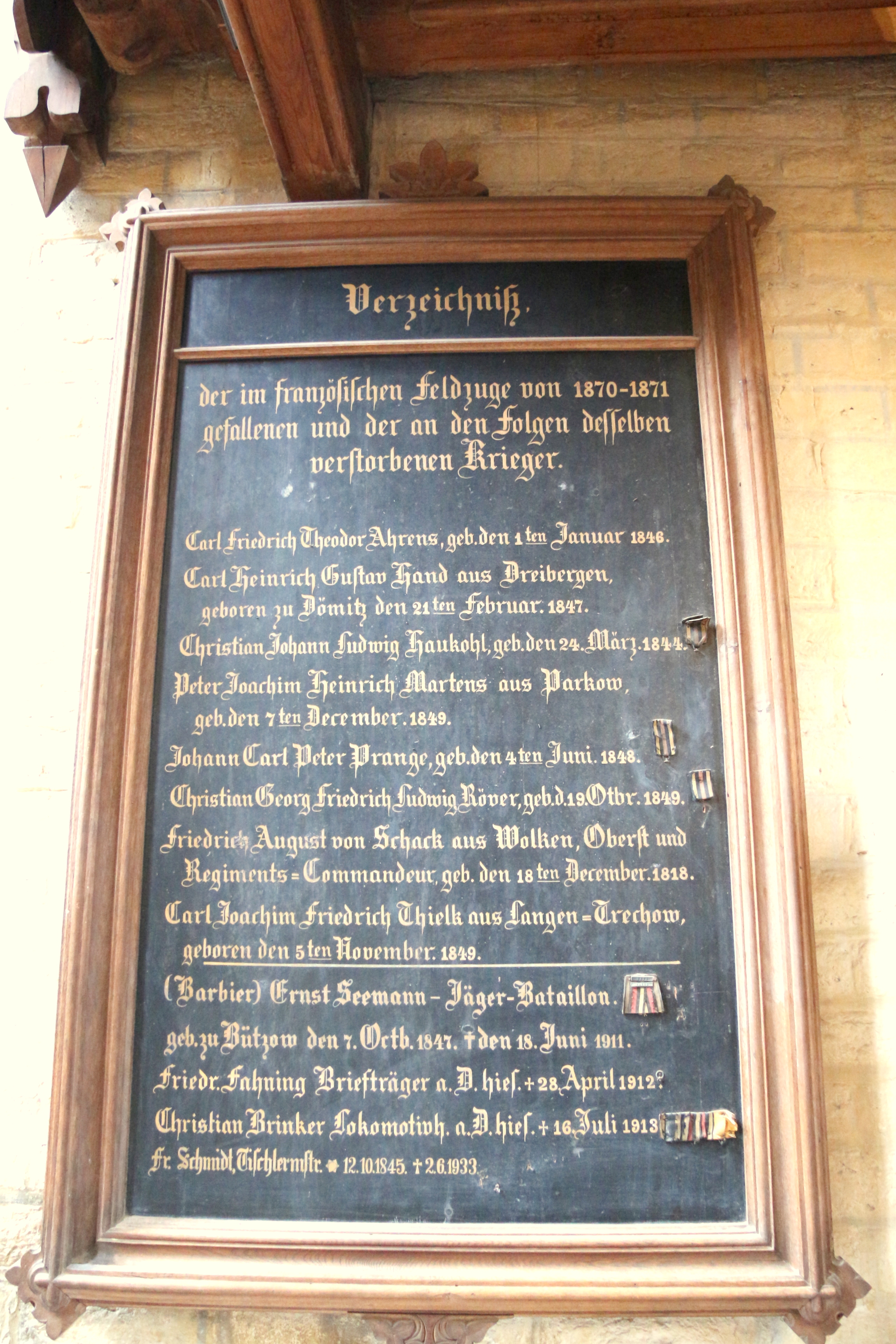
Gedenktafel von 1875 in der Stiftskirche Bützow
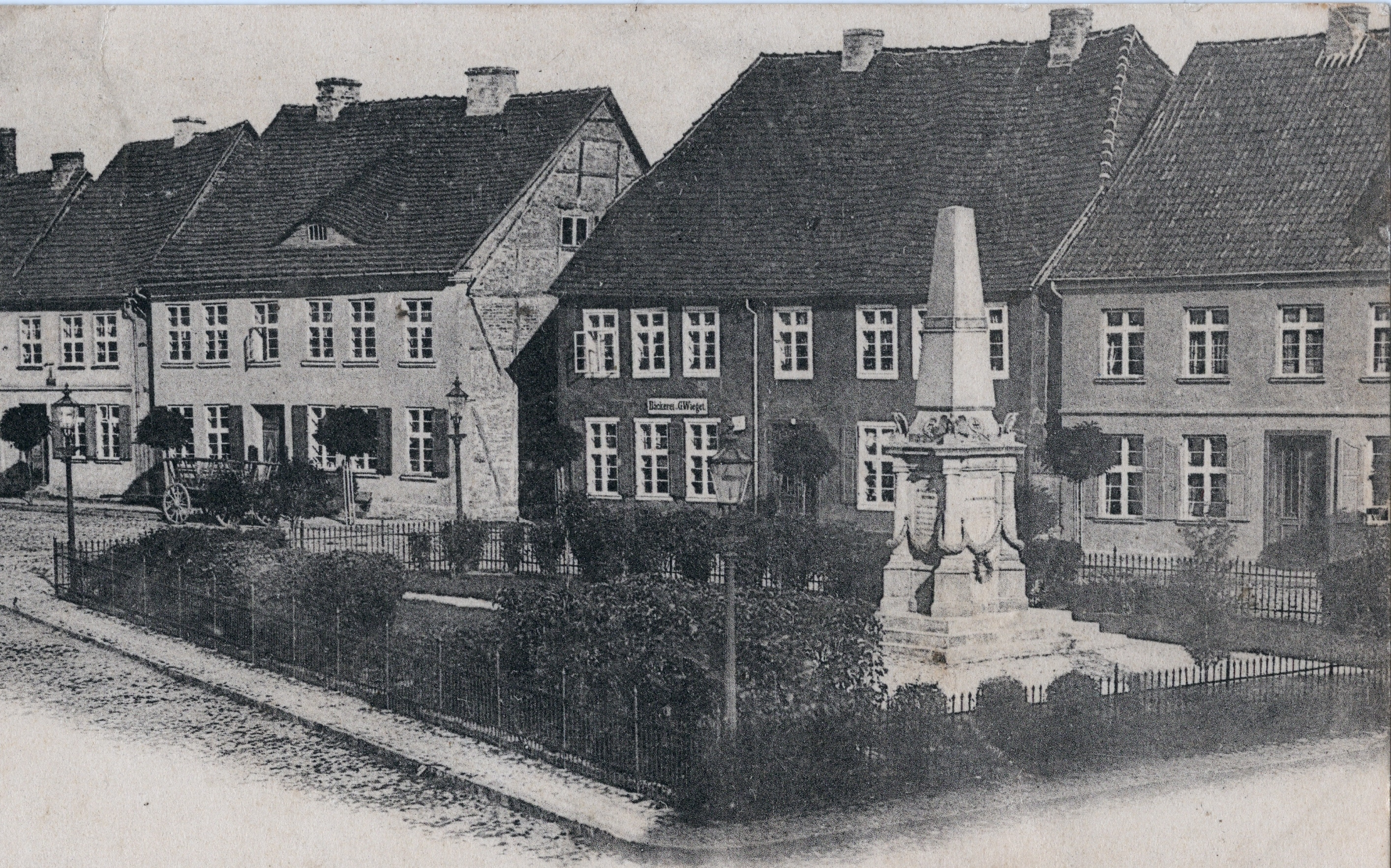
Kriegerdenkmal um 1898

### Gestaltung
Es handelte sich um ein Denkmal, das auf einem Fundament aus Mauersteinen ruhte und mit drei Granitstufen versehen war. Auf der obersten Stufe erhob sich ein hochrechteckiger Sockel mit attischer Basis im römischen Stil. Dieser war aufwendig mit Girlanden, Ornamenten und vier metallenen Reichsadlern gestaltet. An allen vier Seiten des Sockels befanden sich vertieft angelegte, von Profilen gerahmte Inschriftenfelder, die die Namen und die exakte Regimentszugehörigkeit der Gefallenen verzeichneten. Den krönenden Abschluss bildete ein dreieinhalb Meter hoher Obelisk aus Sandstein, geschmückt mit Ehrenkranzmotiven und eisernen Kreuzen.

### Abtragung
Aufgrund der in der DDR unterbundenen Erinnerung an die militärischen sowie zivilen deutschen Opfer wurde das in schlechtem Zustand befindliche Denkmal 1964 abgetragen.